# Falgueres eusporangiades
Una de les característiques morfològiques de les falgueres que semblaven importants per als taxònoms clàssics era el moment de la formació dels esporangis: En les falgueres més conegudes (les polipòdides que a més són un grup monofilètic), els esporangis surten d'una cèl·lula epidèrmica única (son falgueres leptosporangiades). En canvi totes les altres (considerades més primitives), són falgueres eusporangiades: en elles els esporangis s'originen a partir d'un grup de cel.lules epidèrmiques i els esporangis madurs tenen una paret gruixuda, pluricel.lular. A més totes les falgueres eusporangiades són isospòriques (un altre característica considerada primitiva).
Avui en dia les falgueres eusporangiades es consideren un grup parafilètic, sense un ancestre comú entre totes elles i sense categoria taxonòmica i inclou als ordres de les Psilotales, les Ophioglossales i les Marattiales. Aquesta característica formació dels esporangis també es troba en el grup de les equisetales.